# Tingholmen
Tingholmen est une île norvégienne du comté de Hordaland appartenant administrativement à Stord.

## Description
Rocheuse et couverte d'arbres, à fleur d'eau, elle s'étend sur environ 110 m de longueur pour une largeur approximative de 68 m. 